# Río Mantalo
Der Río Mantalo ist ein 108 km langer linker Nebenfluss des Río Urubamba am Ostrand der Anden in Südzentral-Peru. Er verläuft innerhalb der Provinz La Convención der Region Cusco.

## Flusslauf
Der Río Mantalo entspringt an der Ostflanke des mittleren Abschnitts der Cordillera Vilcabamba im äußersten Westen des Distrikts Echarati auf einer Höhe von etwa 3450 m. Das Quellgebiet liegt an der Wasserscheide zum weiter westlich fließenden Río Apurímac, 16 km nordöstlich der Kleinstadt Palmapampa. Der Río Mantalo fließt im Ober- und Mittellauf in überwiegend nordöstlicher Richtung durch das Bergland. Bei Flusskilometer 91,5  nimmt er einen längeren namenlosen Nebenfluss von links auf. Dieser besitzt eine Länge von 32,5 km und entspringt  in einem Höhenzug auf einer Höhe von etwa 3750 m etwa 10 km südöstlich der höchsten Erhebung der Cordillera Vilcabamba Norte. Der Río Mantalo wendet sich auf seinen unteren 45 Kilometern allmählich nach Osten. Knapp 2 Kilometer oberhalb der Mündung trifft der Río Poyentimari von links auf den Fluss. Dieser mündet schließlich bei der Siedlung Mantalo auf einer Höhe von ungefähr 465 m in den nach Norden strömenden Río Urubamba. 5 Kilometer flussabwärts befindet sich die Ortschaft (centro poblado) Saniriato am rechten Ufer des Río Urubamba.

## Einzugsgebiet
Das Einzugsgebiet des Río Mantalo umfasst eine Fläche von etwa 1520 km² und liegt im Westen des Distrikts Echarati. Entlang den unteren 20 Kilometern des Río Mantalo führt eine Nebenstraße. Ansonsten ist das Gebiet verkehrstechnisch weitgehend unerschlossen. Es gibt sehr wenige Siedlungen entlang dem Flusslauf. Das Einzugsgebiet ist überwiegend mit tropischem Regenwald bedeckt. Es grenzt im Süden an das des Río Kepashiato, im Westen an das des Río Apurímac sowie im Norden an das des Río Picha.  